# Richard Michael Linnehan
Richard Michael Linnehan (* 19. září 1957 v Lowell, stát Massachusetts, USA) je americký veterinář a astronaut. Ve vesmíru byl čtyřikrát.

## Život

### Studium a zaměstnání
Studoval na dvou středních školách, nejdříve 3 roky na Alverne High School v Hudsonu, poslední ročník 1974–1975 na Pelham High School v městě Pelhalm. Pak pokračoval ve studiu na několika vyšších školách, Colby College v Waterville, University of New Hampshire v Durhamu, veterinární lékařství na Ohijské státní univerzitě, kde získal doktorát. Praxi měl na řadě míst.
V letech 1992–1993 absolvoval výcvik budoucích astronautů v Houstonu a pak se stal na mnoho let členem tamního oddílu astronautů NASA.
Měl přezdívku Rick a zůstal svobodný.

### Lety do vesmíru
Na oběžnou dráhu se v raketoplánech dostal čtyřikrát s funkcí letový specialista a strávil ve vesmíru 59 dní, 20 hodin a 49 minut. Šestkrát vystoupil do volného vesmíru (EVA), strávil v něm 42 hodin a 11 minut. Byl 347. člověkem ve vesmíru.
- STS-78 Columbia (20. června 1996 – 7. července 1996)
- STS-90 Columbia (17. duben 1998 – 3. květen 1998)
- STS-109 Columbia (1. března 2002 – 12. března 2002)
- STS-123 Endeavour (11. března 2008 – 27. března 2008)